# شاهد بی‌گناه
شاهد بی‌گناه (انگلیسی: Innocent Witness; کره‌ای: 증인) یک فیلم درام محصول سال ۲۰۱۹ کره جنوبی به کارگردانی لی هان و با بازی جونگ وو سونگ و کیم هیانگ-گی است.این فیلم در ۱۳ فوریه ۲۰۱۹ در کره جنوبی منتشر شد.

## تولید
تصویربرداری اصلی در ۷ ژوئیه ۲۰۱۸ آغاز شد و در ۱۰ اکتبر ۲۰۱۸ به پاین رسید.